# 현남섭
현남섭(1955년 ~ 현재)은 대한민국의 영화 감독이다.

## 학력
- 한양대학교 신문방송 학사

## 참여작

### 감독/각본
- 2002년 《굳세어라 금순아》

### 각본
- 1990년 《영심이》
- 1991년 《복카치오 91》
- 1992년 《네 멋대로 해라》
- 1993년 《101번째 프로포즈》
- 1995년 《무궁화 꽃이 피었습니다》
- 1995년 《꼬리치는 남자》
- 1998년 《미끼》
- 2002년 《2009 로스트 메모리즈》

## 수상
- 2003년 제9회 아시안 필름·컬처 페스티벌 최우수영화상